# Palmsocker

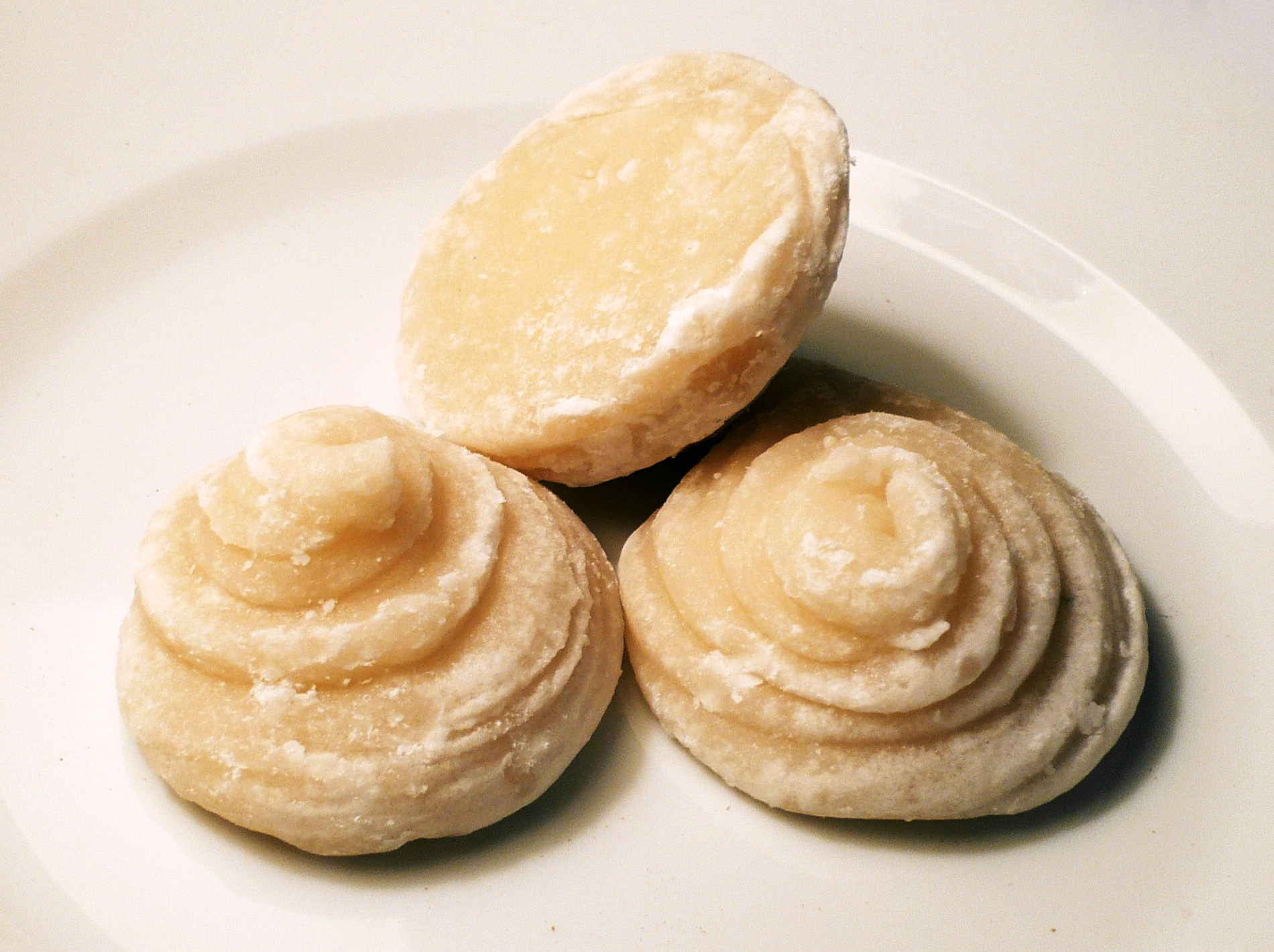
Tre kakor tillverkade av kommersiellt framställt palmsocker.

Palmsocker är en sockersort som utvinns ur saven från olika palmer, främst sockerpalm, kokospalm och solfjäderpalm.
Utvinningen sker genom snitt i stammar eller knoppar. Efter rening liknar palmsockret rörsocker. Den har brukats dels som melass och dels exporterats som raffinerat socker.